# R2 (木根尚登のアルバム)
『R2』（アールツー）は、2020年9月14日に発売された木根尚登9枚目のミニ・アルバム。発売元はイロアス・コーポレーション。

## 概要
前作「R1」から1年ぶりのリリース。「木根の遊ビートシリーズ」第2弾。収録曲のうち新曲は4曲。1曲はセルフカバー曲。「僕は君の為に成る」はTM NETWORKのアルバム「QUIT30」未収録曲を本作の為にレコーディング。コンサートにも参加した、まちだガールズ・クワイアのメンバー、もえかがコーラスで参加。

## 収録曲
作詞・作曲：木根尚登　編曲：吉田ゐさお（特記以外）
1. 僕は君の為に成る
2. 言葉の不思議
3. 彼女の好きなピーナッツパン
4. 僕のシナリオ
5. LOOKING AT YOU
  - 作詞：小室みつ子

TMNのセルフカバー。原曲も木根がボーカルを担当。